# Макпартлин, Райан
Ра́йан Макпа́ртлин (англ. Ryan McPartlin, род. 3 июля 1975 в г. Чикаго, Иллинойс) — американский киноактер, известный по роли Капитана Великолепного в сериале канала NBC «Чак».

## Биография
Райан родился в семье Стива и Луисы Макпартлин в Чикаго, Иллинойс. Получил высшее образование в Иллинойсском университете в Урбане-Шампейне. В 1993-1995 годах играл за местную футбольную команду. Несколько месяцев жил в Австралии и Новой Зеландии, после чего переехал в Южную Калифорнию, чтобы начать карьеру актёра.

## Карьера
Свою карьеру Райан Макпартлин начал с работы моделью в компании Abercrombie and Fitch.
Свою первую роль Райан получил в телесериале Няня. Первую известность Макпартлин завоевал ролью Хэнка Беннетта в телесериале Страсти.
Озвучивал персонажей мультфильмов Король муравьёв, Lego: Приключения Клатча Пауэрса.

## Фильмография

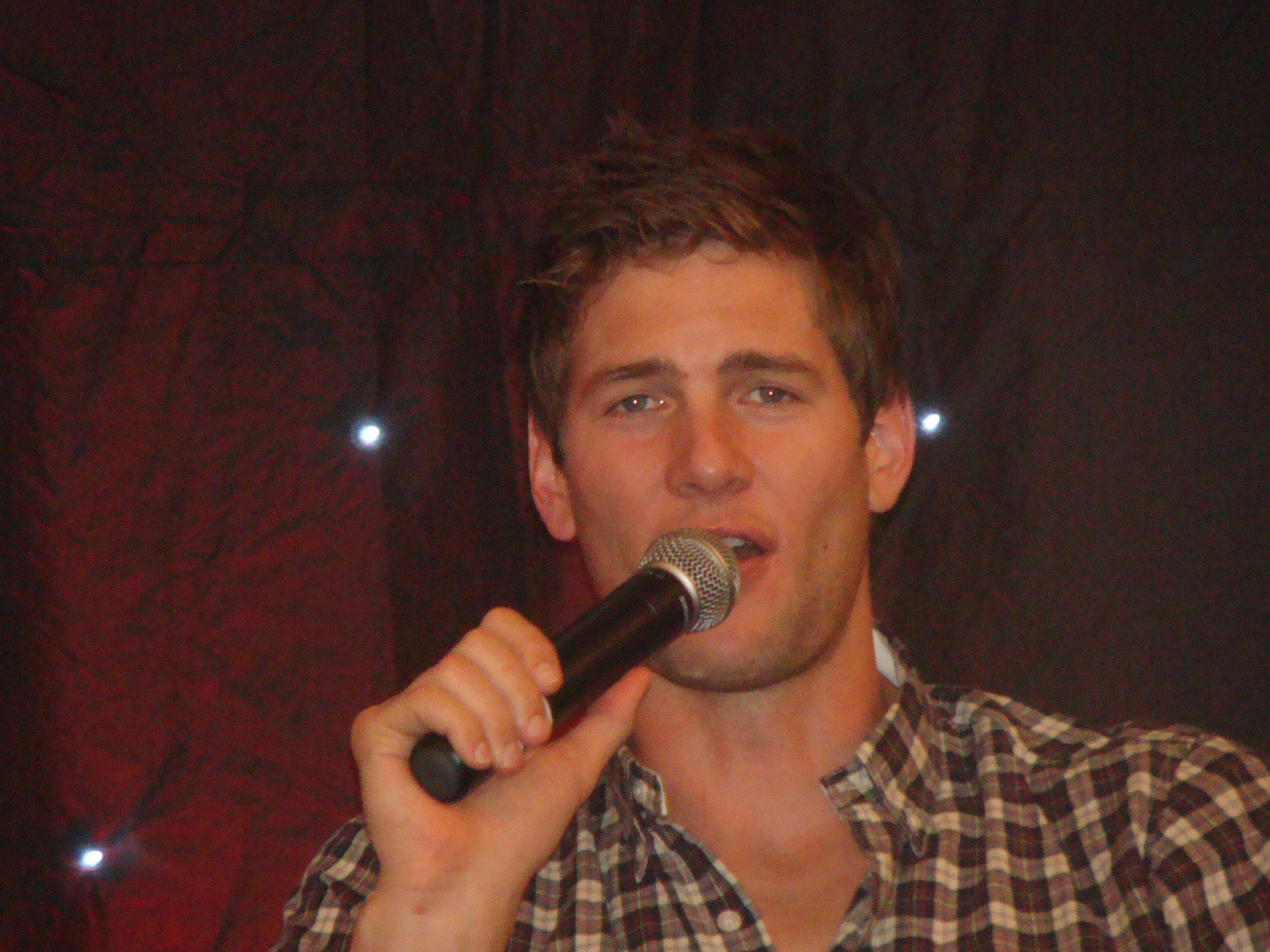
Райан Макпартлин на интервью

| Год     | Название                            | Роль                                 | Примечания                      |
| ------- | ----------------------------------- | ------------------------------------ | ------------------------------- |
| 1999    | Няня                                | актёр №3                             | в эпизоде                       |
| 2000    | L.A. 7                              | Райан Синклар                        | в эпизоде                       |
| 2001–04 | Страсти                             | Хэнк Беннетт                         | роль первого плана              |
| 2003    | Король муравьёв                     | Страфф                               | озвучивание, роль второго плана |
| 2004    | Непослушные родители                | Джереми                              | в эпизоде                       |
| 2005    | Северный берег                      | агент секретной службы               |                                 |
| 2005–06 | Жизнь с Фрэнни                      | Рилей Дуглас Мартин                  | роль первого плана              |
| 2007    | C.S.I.: Место преступления Нью-Йорк | Терри Роквелл                        | в эпизоде                       |
| 2007–12 | Чак                                 | Дэвон «Капитан Великолепный» Вудкомб | роль первого плана              |
| 2008    | Суперпридурки                       | Уилл Пауэрс                          | озвучивание, роль второго плана |
| 2009    | Безумцы                             | джентльмен                           | в эпизоде                       |
| 2009    | Everything She Ever Wanted          | Том Аллансон                         | мини-сериал                     |
| 2010    | Lego: Приключения Клатча Пауэрса    | Клатч Пауэрс                         | озвучивание, главная роль       |
| 2010    | Stuck Like Glue                     | TBA                                  | видеоклип группы Sugarland      |
| 2011    | Game Time: Tackling the Past        | Джейк                                | телефильм                       |
| 2011    | Секс по дружбе                      | Эван                                 | в эпизоде                       |
| 2011    | Сообщество                          | студент                              | в эпизоде                       |
| 2011    | Дж. Эдгар                           | Лоуренс Ричи                         | [ 4 ]                           |
| 2012    | Красотки в Кливленде                | Дэвид                                | в эпизоде                       |
| 2012    | C.S.I.: Место преступления Майами   | Джош Эйвери                          | роль второго плана              |
| 2013    | Я ненавижу свою дочь                | Крис Рейнольдс                       | гость                           |
| 2013    | Люблю твою жену                     | Дэнни                                | роль второго плана              |
| 2013    | Сделай сам                          | Тайлер                               |                                 |
| 2014    | Таинственные девушки                | детектив Дуэйн Фриман                | роль второго плана              |